# DFB-Junioren-Vereinspokal 2017/18
Der DFB-Junioren-Vereinspokal 2017/18 war die 32. Austragung dieses Wettbewerbs. Er begann am 4. August 2017 und endete am 19. Mai 2018 mit dem Endspiel in Berlin. Erstmals nahmen am Pokal-Wettbewerb 32 statt wie bisher 21 Mannschaften teil. Der SC Freiburg gewann durch einen 2:1-Finalsieg gegen den 1. FC Kaiserslautern zum sechsten Mal den Titel.

## Teilnehmer
Mit der Neufassung der Durchführungsbestimmungen zur DFB-Spielordnung hat der DFB eine Aufstockung der Teilnehmer von 21 auf 32 Mannschaften beschlossen. Neben den A-Junioren-Pokalsiegern der 21 Landesverbände des DFB nehmen ab dieser Saison der Titelverteidiger, der A-Junioren-Meister sowie die drei bestplatzierten Teams aller drei Staffeln der A-Junioren-Bundesliga teil.
| A-Junioren-Pokalsieger der 21 Landesverbände: - SV Sandhausen (Baden) - FC Ingolstadt 04 (Bayern) - Hertha Zehlendorf (Berlin) - Energie Cottbus (Brandenburg) - Werder Bremen (Bremen) - FC St. Pauli (Hamburg) - Eintracht Frankfurt (Hessen) - Hansa Rostock (Mecklenburg-Vorpommern) - 1. FC Köln (Mittelrhein) - Borussia Mönchengladbach (Niederrhein) - Hannover 96 (Niedersachsen) 1 - Eintracht Trier (Rheinland) - 1. FC Saarbrücken (Saarland) - Dynamo Dresden (Sachsen) - 1. FC Magdeburg (Sachsen-Anhalt) - Holstein Kiel (Schleswig-Holstein) - SC Freiburg (Südbaden) - TSG 1899 Hoffenheim (Südwest) 2 - FC Carl Zeiss Jena (Thüringen) - SV Lippstadt 08 (Westfalen) 3 - 1. FC Heidenheim (Württemberg) | Titelverteidiger: - Eintracht Braunschweig A-Junioren-Meister 2016/17: - Borussia Dortmund Bestplatzierte Teams der Junioren-Bundesliga-Staffeln: - Staffel Nord/Nordost: - VfL Wolfsburg - Hertha BSC - RB Leipzig - Staffel West: - FC Schalke 04 - Bayer 04 Leverkusen - VfL Bochum 4 - Staffel Süd/Südwest: - FC Bayern München - 1. FC Kaiserslautern - 1. FSV Mainz 05 |

## 1. Runde
| Datum                 |                    | Ergebnis  |                          |
| --------------------- | ------------------ | --------- | ------------------------ |
| 04.08.2017, 16:00 Uhr | FC Carl Zeiss Jena | 0:2       | TSG 1899 Hoffenheim      |
| 05.08.2017, 11:00 Uhr | Hertha Zehlendorf  | 0:4       | Hertha BSC               |
| 05.08.2017, 11:00 Uhr | Dynamo Dresden     | 3:2       | Bayer 04 Leverkusen      |
| 06.08.2017, 11:00 Uhr | Hansa Rostock      | 0:2       | 1. FC Kaiserslautern     |
| 06.08.2017, 11:00 Uhr | Eintracht Trier    | 0:2       | FC Ingolstadt 04         |
| 06.08.2017, 11:00 Uhr | RB Leipzig         | 3:1 n. V. | Eintracht Frankfurt      |
| 06.08.2017, 11:00 Uhr | 1. FC Köln         | 1:3       | SV Sandhausen            |
| 06.08.2017, 11:00 Uhr | VfL Wolfsburg      | 1:2       | 1. FC Heidenheim         |
| 06.08.2017, 12:00 Uhr | Energie Cottbus    | 1:3       | VfL Bochum               |
| 06.08.2017, 12:00 Uhr | SV Lippstadt 08    | 0:3       | Hannover 96              |
| 09.08.2017, 18:30 Uhr | FC St. Pauli       | 0:1       | Werder Bremen            |
| 16.08.2017, 12:00 Uhr | FC Schalke 04      | 2:1       | Eintracht Braunschweig   |
| 16.08.2017, 16:00 Uhr | 1. FC Magdeburg    | 1:0       | 1. FSV Mainz 05          |
| 23.08.2017, 13:00 Uhr | FC Bayern München  | 1:0       | Borussia Dortmund        |
| 30.08.2017, 18:00 Uhr | Holstein Kiel      | 0:1       | SC Freiburg              |
| 02.09.2017, 11:00 Uhr | 1. FC Saarbrücken  | 1:2       | Borussia Mönchengladbach |

## Achtelfinale
| Datum                 |                      | Ergebnis              |                          |
| --------------------- | -------------------- | --------------------- | ------------------------ |
| 30.09.2017, 11:00 Uhr | SC Freiburg          | 0:0 n. V. (3:2 i. E.) | VfL Bochum               |
| 30.09.2017, 11:00 Uhr | FC Ingolstadt 04     | 2:2 n. V. (3:4 i. E.) | SV Sandhausen            |
| 30.09.2017, 11:00 Uhr | Dynamo Dresden       | 1:2 n. V.             | Borussia Mönchengladbach |
| 30.09.2017, 12:00 Uhr | TSG 1899 Hoffenheim  | 3:2                   | Hannover 96              |
| 31.10.2017, 12:00 Uhr | 1. FC Magdeburg      | 2:1                   | Hertha BSC               |
| 01.11.2017, 13:00 Uhr | Werder Bremen        | 5:0                   | 1. FC Heidenheim         |
| 12.11.2017, 11:00 Uhr | RB Leipzig           | 1:3                   | FC Schalke 04            |
| 13.12.2017, 11:00 Uhr | 1. FC Kaiserslautern | 3:2                   | FC Bayern München        |

## Viertelfinale
| Datum                 |                          | Ergebnis                |               |
| --------------------- | ------------------------ | ----------------------- | ------------- |
| 05.12.2017, 12:30 Uhr | 1. FC Magdeburg          | 1:2                     | SC Freiburg   |
| 16.12.2017, 11:00 Uhr | TSG 1899 Hoffenheim      | 2:0                     | FC Schalke 04 |
| 31.01.2018, 11:00 Uhr | 1. FC Kaiserslautern     | 0:0 n. V. (14:13 i. E.) | Werder Bremen |
| 15.02.2018, 17:00 Uhr | Borussia Mönchengladbach | 2:0                     | SV Sandhausen |

## Halbfinale
| Datum      |                      | Ergebnis |                          |
| ---------- | -------------------- | -------- | ------------------------ |
| 17.03.2018 | 1. FC Kaiserslautern | 5:0      | TSG 1899 Hoffenheim      |
| 17.03.2018 | SC Freiburg          | 2:0      | Borussia Mönchengladbach |

## Finale
| 1. FC Kaiserslautern                                          | 1. FC Kaiserslautern | SC Freiburg | SC Freiburg |
| ------------------------------------------------------------- | --- | --- | ----------- |
| 1. FC Kaiserslautern                                          | \| Finale \| \| 19. Mai 2018, 11:00 Uhr in Berlin (Stadion auf dem Wurfplatz) \| \| Ergebnis: 1:2 (0:0) \| \| Zuschauer: 1.650 \| \| Schiedsrichter: Robert Schröder (Hannover) \| \| Spielbericht \|                             | \| Finale \| \| 19. Mai 2018, 11:00 Uhr in Berlin (Stadion auf dem Wurfplatz) \| \| Ergebnis: 1:2 (0:0) \| \| Zuschauer: 1.650 \| \| Schiedsrichter: Robert Schröder (Hannover) \| \| Spielbericht \|                                                                    | SC Freiburg |
| 1. FC Kaiserslautern                                          | Lennart Grill – Ünal Altıntaş, Leon Hotopp, Sören Lippert, Anas Bakhat – Antonio Jonjić, Anil Gözütok (86. Jannis Held) – Djibril Diallo, Paul Will, Torben Müsel – Jeffrey Idehen (68. Luis Kersthold) Cheftrainer: Marco Laping | Elvin Kovač – Philipp Treu, Claudio Kammerknecht, Nico Schlotterbeck, Sascha Risch – Luca Herrmann, Carlo Boukhalfa (90.+5 Konrad Bühl) – Yannik Keitel, Enzo Leopold, Daniele Bruno (81. Simon Estifanos) – Anthony Schmid (90. Lucas Hermes) Cheftrainer: Thomas Stamm | SC Freiburg |
| 1. FC Kaiserslautern                                          | 1:1 Kersthold (83.) | 0:1 Leopold (63.) 1:2 Boukhalfa (84.) | SC Freiburg |
| 1. FC Kaiserslautern                                          | Jonjić (79.) | Schmid (87.), Keitel (90.+1), Herrmann (90.+3) | SC Freiburg |
| Finale                                                        | | |             |
| 19. Mai 2018, 11:00 Uhr in Berlin (Stadion auf dem Wurfplatz) | | |             |
| Ergebnis: 1:2 (0:0)                                           | | |             |
| Zuschauer: 1.650                                              | | |             |
| Schiedsrichter: Robert Schröder (Hannover)                    | | |             |
| Spielbericht                                                  | | |             |